# Kasper Monrad
Kasper Monrad (født 15. september 1952, død 13. januar 2018) var en dansk kunsthistoriker og forfatter. Han var ansat på Statens Museum for Kunst og har været med til at arrangere en lang række udstillinger i Danmark og udlandet om den danske guldalder, men også en udstilling på Statens Museum for Kunst i 2010 med nogle af Bob Dylans malerier.